# Vézac (Cantal)
Vézac – miejscowość i gmina we Francji, w regionie Owernia-Rodan-Alpy, w departamencie Cantal.
Według danych na rok 1990 gminę zamieszkiwało 955 osób, a gęstość zaludnienia wynosiła 64 osoby/km² (wśród 1310 gmin Owernii Vézac plasuje się na 239. miejscu pod względem liczby ludności, natomiast pod względem powierzchni na miejscu 629.).